# Liste der Baudenkmale in Kirchrode-Bemerode-Wülferode
Die Liste der Baudenkmale in Kirchrode-Bemerode-Wülferode enthält die Baudenkmale der hannoverschen Stadtteile Bemerode, Kirchrode und Wülferode. Die Einträge in dieser Liste basieren auf einer Liste des Amtes für Denkmalschutz aus dem Jahr 1985 und auf den Eintragungen im Denkmalatlas Niedersachsen. Sie sind hinsichtlich ihrer Aktualität und Vollständigkeit im Einzelfall zu überprüfen.

## Bemerode
| Lage                                                  | Bezeichnung                            | Beschreibung | ID       | Bild           |
| ----------------------------------------------------- | -------------------------------------- | --- | -------- | -------------- |
| Brabeckstraße 169 52° 20′ 30″ N, 9° 49′ 43″ O         | Rittergut I Bemerode                   | Gutsanlage mit Herrenhaus, Scheune, Pavillon, Mauereinfriedung und Parkanlage als Ensemble.                                              | 30593591 | Weitere Bilder |
| Brabeckstraße 178 und 184 52° 20′ 30″ N, 9° 49′ 38″ O | ehem. Gutsanlage Brabeckstraße 178/184 | Toranlage, Landarbeiterhäuser und Scheune als Ensemble.                                                                                  | 30593602 | Weitere Bilder |
| Enthorststraße 2, 4, 6, 8 52° 20′ 20″ N, 9° 49′ 21″ O | Wohnhäuser                             | Als Ensemble. | 30593612 | Weitere Bilder |
| Brabeckstraße 166 52° 20′ 35″ N, 9° 49′ 37″ O         | Wohn- und Wirtschaftsgebäude           | [ 1 ] | 30710134 | Weitere Bilder |
| Brabeckstraße 167 52° 20′ 32″ N, 9° 49′ 39″ O         | Wohn- und Wirtschaftsgebäude           | [ 1 ] | 30710112 | Weitere Bilder |
| Brabeckstraße 176 52° 20′ 30″ N, 9° 49′ 37″ O         | Wohnhaus                               | [ 1 ] | 30710068 | Weitere Bilder |
| Wülfeler Straße 4 52° 20′ 25″ N, 9° 49′ 32″ O         | Wohn-/Wirtschaftsgebäude               | Teil des Ensembles „Historischer Dorfkern Bemerode“ ID 30593622.                                                                         | 30710199 | Weitere Bilder |
| Wülfeler Straße 5 52° 20′ 22″ N, 9° 49′ 35″ O         | St.-Johannis-Kapelle                   | Teil des Ensembles „Historischer Dorfkern Bemerode“ ID 30593622.                                                                         | 30710176 | Weitere Bilder |
| Wülfeler Straße 5 52° 20′ 23″ N, 9° 49′ 34″ O         | Gefallenendenkmal                      | ehem. Brabeckstraße / Hinter dem Dorfe, im Rahmen von Straßenumbau vor die Kapelle, Wülfeler Straße 5 versetzt                           | 30710089 | Weitere Bilder |
| Wülfeler Straße 9 52° 20′ 22″ N, 9° 49′ 29″ O         | Hofanlage mit Scheune                  | Scheune als zweitältestes Fachwerkhaus Bemerodes mindestens seit 1985 geschützt. Die restliche Hofanlage wurde 2011 zum Denkmal erklärt. | 30710023 | Weitere Bilder |
| Wasseler Straße 52° 20′ 8″ N, 9° 50′ 27″ O            | Denkmal                                | Paradestein | 30710001 | Weitere Bilder |
| Bemeroder Straße 52° 21′ 0″ N, 9° 49′ 37″ O           | Grenzstein                             | im Denkmalatlas nicht gefunden (November 2024)                                                                                           |          |                |
| Döhrbruch 106 52° 20′ 54″ N, 9° 47′ 59″ O             | Wohnhaus                               | Landhaus Kayser | 30806432 |                |

## Kirchrode

### Einzeldenkmale und Gruppen
| Lage                                                                 | Bezeichnung                                                               | Beschreibung                                                                                                   | ID       | Bild           |
| -------------------------------------------------------------------- | ------------------------------------------------------------------------- | --- | -------- | -------------- |
| Bleekstraße 20 52° 21′ 50″ N, 9° 48′ 32″ O                           | Birkenhof: Hauptgebäude mit Kapelle und ehemaliges Gärtnerhaus            | Im Ensemble.                                                                                                   | 30592444 | Weitere Bilder |
| Heinemanhof 1–2 52° 21′ 7″ N, 9° 49′ 29″ O                           | Heinemanhof                                                               | ehemaliges jüdisches Altersheim, im Ensemble.                                                                  | 30693732 | Weitere Bilder |
| Bünteweg 3 52° 21′ 18″ N, 9° 47′ 47″ O                               | Villa mit Nebengebäude und Park                                           | Im Ensemble.                                                                                                   | 30592464 | Weitere Bilder |
| Bünteweg 10a 52° 21′ 14″ N, 9° 48′ 5″ O                              | Villa mit Nebengebäude und Park                                           | Im Ensemble.                                                                                                   | 30592475 | Weitere Bilder |
| Bünteweg 17 52° 21′ 14″ N, 9° 48′ 26″ O                              | Westfalenhof, Villa mit Nebengebäude und Park                             | Ensemble „Westfalenhof“                                                                                        | 30592486 | Weitere Bilder |
| Jöhrensstraße 14, 16, 18, 20 52° 21′ 34″ N, 9° 50′ 3″ O              | Wohnhäuser Jöhrensstraße 14 - 20                                          | Im Ensemble.                                                                                                   | 30592497 | Weitere Bilder |
| Kleiner Hillen 52° 21′ 29″ N, 9° 49′ 30″ O                           | Friedhof der Jakobikirche mit Grabmälern                                  | Im Ensemble.                                                                                                   | 30693968 | Weitere Bilder |
| Ostfeldstraße 12 52° 21′ 30″ N, 9° 49′ 50″ O                         | Andertener Friedhof mit Grabmälern                                        | Im Ensemble.                                                                                                   | 30694185 |                |
| Bemeroder Straße 52° 21′ 22″ N, 9° 47′ 38″ O                         | Walzträger in Beton (1995), ursprünglich Vollwandträger (Eisenbahnbrücke) | [ 1 ] | 30694836 |                |
| Bemeroder Straße 55 52° 21′ 7″ N, 9° 48′ 11″ O                       | Wohnhaus                                                                  | [ 1 ] | 30694709 |                |
| Bemeroder Straße 63 52° 21′ 1″ N, 9° 48′ 22″ O                       | Gastwirtschaft „Alte Hahnenburg“                                          | Im Denkmalatlas nicht zu finden (November 2024)                                                                |          | Weitere Bilder |
| Bleekstraße 5 52° 21′ 52″ N, 9° 48′ 46″ O                            | Villa                                                                     | [ 1 ] | 30694424 |                |
| Bleekstraße 22 52° 21′ 46″ N, 9° 48′ 22″ O                           | Landesbildungszentrum für Blinde                                          | Baudenkmal-Gruppe mit etwa einem Dutzend Schulgebäuden sowie einer Villa und einem Pförtnerhaus                | 30594118 | Weitere Bilder |
| Brabeckstraße 6 52° 21′ 36″ N, 9° 49′ 38″ O                          | Wohn-/Wirtschaftsgebäude                                                  | Ehemalige Hofanlage                                                                                            | 30694381 | Weitere Bilder |
| Elisabethstraße 9/9a 52° 21′ 34″ N, 9° 50′ 9″ O                      | Villenartiges Wohnhaus                                                    | [ 1 ] | 30694164 | Weitere Bilder |
| Elisabethstraße 16 52° 21′ 38″ N, 9° 50′ 9″ O                        | Villa                                                                     | [ 1 ] | 30694296 | Weitere Bilder |
| Lange-Feld-Straße 52° 21′ 36″ N, 9° 48′ 3″ O                         | Eisenbahnbrücke                                                           | [ 1 ] | 30694468 | Weitere Bilder |
| Lange-Hop-Straße 1 52° 21′ 42″ N, 9° 49′ 14″ O                       | Villa                                                                     | [ 1 ] | 30694448 |                |
| Lange-Hop-Straße 9 52° 21′ 40″ N, 9° 49′ 14″ O                       | Villa                                                                     | [ 1 ] | 30695164 |                |
| Lothringer Straße 52° 21′ 42″ N, 9° 48′ 16″ O                        | Eisenbahnbrücke                                                           | [ 1 ] | 30695330 |                |
| Metzer Straße 52° 21′ 50″ N, 9° 48′ 41″ O                            | Eisenbahnbrücke                                                           | [ 1 ] | 30695309 |                |
| Saarbrückener Straße 15 52° 21′ 38″ N, 9° 49′ 9″ O                   | MAN-Haus                                                                  | Fertighaus aus Stahl aus dem Jahr 1951                                                                         | 30694625 | Weitere Bilder |
| Tiergarten 52° 22′ 22″ N, 9° 49′ 49″ O                               | 3 Eisenbahnbrücken                                                        | Eisenbahnbrücken mit den ID's 30694561, 30694528 und 41587202.                                                 |          |                |
| Tiergarten 52° 22′ 5″ N, 9° 49′ 51″ O                                | Futterscheune                                                             | [ 1 ] | 30695288 |                |
| Tiergarten 52° 22′ 6″ N, 9° 49′ 39″ O                                | Gedenkstein Jagd 1858                                                     | Gedenkstein für den ersten vom 13-jährigen hannoverschen Kronprinzen Ernst August geschossenen Damhirsch 1858. | 30695267 |                |
| Tiergartenstraße 52° 21′ 53″ N, 9° 48′ 51″ O                         | Eisenbahnbrücke                                                           | [ 1 ] | 30695246 | Weitere Bilder |
| Tiergartenstraße 66 52° 21′ 44″ N, 9° 49′ 13″ O                      | Villa                                                                     | | 30695226 | Weitere Bilder |
| Tiergartenstraße 91–93; Schwemanstraße 1 52° 21′ 40″ N, 9° 49′ 41″ O | Wohn- und Geschäftshaus                                                   | [ 1 ] | 30695205 | Weitere Bilder |
| Wulfspark 1 52° 21′ 42″ N, 9° 49′ 25″ O                              | Wohnhaus des ehemaligen Wulfschen Guts                                    | [ 1 ] | 30695184 |                |

### Gruppe: Ortskern Kirchrode
| Lage                                          | Bezeichnung                         | Beschreibung | ID       | Bild           |
| --------------------------------------------- | ----------------------------------- | --- | -------- | -------------- |
| Kirchrode 52° 21′ 30″ N, 9° 49′ 35″ O         | Ortskern Kirchrode                  | Baudenkmal-Gruppe Ortskern Kirchrode | 30592518 |                |
| Kleiner Hillen 2 52° 21′ 31″ N, 9° 49′ 35″ O  | Jakobikirche                        | | 30693947 | Weitere Bilder |
| Kleiner Hillen 1 52° 21′ 30″ N, 9° 49′ 36″ O  | Pfarrhaus                           | | 30695708 |                |
| Kleiner Hillen 4 52° 21′ 31″ N, 9° 49′ 32″ O  | Wohn-/Wirtschaftsgebäude            | | 30695949 |                |
| Kleiner Hillen 4 52° 21′ 32″ N, 9° 49′ 33″ O  | Werkstatt                           | | 37007137 |                |
| Brabeckstraße 16 52° 21′ 32″ N, 9° 49′ 37″ O  | Ehemaliges Gasthaus Zum Kronprinzen | Der ehemalige Kötnerhof wurde erstmals 1640 als Hof Nummer 25 erwähnt und später über 200 Jahre lang als Gasthof genutzt. Nach einer grundlegenden Sanierung 2010 nutzt ab Frühjahr 2011 die Drogeriekette Rossmann das Gebäude. Die zum Hof gehörige Scheune wurde wegen der großen Schäden abgerissen und anschließend die Fassade aus originalgetreuen Materialien exakt nach dem historischen Vorbild neu errichtet. | 36175865 |                |
| Brabeckstraße 16A 52° 21′ 32″ N, 9° 49′ 37″ O | Saalbau                             | heute durch Drogeriemarkt Rossmann genutzt | 37007278 |                |

### Gruppe: Henriettenstift und Alt Bethesda
Hier ist das Henriettenstift in Kirchrode gemeint, nicht das Krankenhaus in der Marienstraße.

| Lage                                            | Bezeichnung                      | Beschreibung                                       | ID       | Bild           |
| ----------------------------------------------- | -------------------------------- | -------------------------------------------------- | -------- | -------------- |
| Kirchrode 52° 21′ 45″ N, 9° 49′ 41″ O           | Henriettenstift und Alt Bethesda | Baudenkmal-Gruppe Henriettenstift und Alt Bethesda | 30592540 |                |
| Schwemannstraße 13 52° 21′ 46″ N, 9° 49′ 41″ O  | Alt Bethesda                     |                                                    | 30693669 | Weitere Bilder |
| Schwemannstraße 52° 21′ 44″ N, 9° 49′ 39″ O     | Hannah-Kapelle                   | auch Aue-Kapelle genannt                           | 30693822 | Weitere Bilder |
| Schwemannstraße 2 52° 21′ 40″ N, 9° 49′ 44″ O   | Verwaltungsgebäude               |                                                    | 30693691 |                |
| Schwemannstraße 7 52° 21′ 42″ N, 9° 49′ 41″ O   | Haus Salem                       | Pflegeheim                                         | 30693843 |                |
| Tiergartenstraße 87 52° 21′ 43″ N, 9° 49′ 40″ O | Haus Bethel                      | Altenheim                                          | 30694053 |                |

### Gruppe: Kaiser-Wilhelm-Straße 1–26
| Lage                                                  | Bezeichnung                | Beschreibung                                    | ID       | Bild           |
| ----------------------------------------------------- | -------------------------- | ----------------------------------------------- | -------- | -------------- |
| Kirchrode 52° 21′ 40″ N, 9° 49′ 18″ O                 | Kaiser-Wilhelm-Straße 1-26 | Baudenkmal-Gruppe Kaiser-Wilhelm-Straße 1-26    | 30594191 | Weitere Bilder |
| Kaiser-Wilhelm-Straße 1 52° 21′ 44″ N, 9° 49′ 19″ O   | Villa                      | [ 1 ]                                           | 30694273 | Weitere Bilder |
| Kaiser-Wilhelm-Straße 2 52° 21′ 44″ N, 9° 49′ 17″ O   | Villa                      | [ 1 ]                                           | 30694250 | Weitere Bilder |
| Kaiser-Wilhelm-Straße 3 52° 21′ 43″ N, 9° 49′ 19″ O   | Villa                      |                                                 | 30696216 |                |
| Kaiser-Wilhelm-Straße 4 52° 21′ 43″ N, 9° 49′ 17″ O   | Villa                      |                                                 | 30696236 |                |
| Kaiser-Wilhelm-Straße 5 52° 21′ 42″ N, 9° 49′ 20″ O   | Villa                      |                                                 | 30696256 |                |
| Kaiser-Wilhelm-Straße 6 52° 21′ 42″ N, 9° 49′ 17″ O   | Villa                      |                                                 | 30696276 |                |
| Kaiser-Wilhelm-Straße 7 52° 21′ 41″ N, 9° 49′ 20″ O   | Villa                      |                                                 | 30696296 |                |
| Kaiser-Wilhelm-Straße 8 52° 21′ 41″ N, 9° 49′ 17″ O   | Villa                      |                                                 | 30696316 |                |
| Kaiser-Wilhelm-Straße 9 52° 21′ 41″ N, 9° 49′ 20″ O   | Villa                      | [ 1 ]                                           | 30694505 |                |
| Kaiser-Wilhelm-Straße 10 52° 21′ 41″ N, 9° 49′ 17″ O  | Villa                      |                                                 | 30696336 |                |
| Kaiser-Wilhelm-Straße 11 52° 21′ 40″ N, 9° 49′ 20″ O  | Villa                      |                                                 | 30696356 |                |
| Kaiser-Wilhelm-Straße 13 52° 21′ 40″ N, 9° 49′ 20″ O  | Villa                      |                                                 | 30696376 |                |
| Kaiser-Wilhelm-Straße 14 52° 21′ 40″ N, 9° 49′ 18″ O  | Villa                      |                                                 | 30696396 |                |
| Kaiser-Wilhelm-Straße 15 52° 21′ 39″ N, 9° 49′ 20″ O  | Villa                      |                                                 | 30696418 |                |
| Kaiser-Wilhelm-Straße 16 52° 21′ 39″ N, 9° 49′ 18″ O  | Villa                      |                                                 | 30696438 |                |
| Kaiser-Wilhelm-Straße 17 52° 21′ 38″ N, 9° 49′ 20″ O  | Villa                      |                                                 | 30696456 |                |
| Kaiser-Wilhelm-Straße 19 52° 21′ 38″ N, 9° 49′ 20″ O  | Villa                      |                                                 | 30696476 |                |
| Kaiser-Wilhelm-Straße 20 52° 21′ 38″ N, 9° 49′ 18″ O  | Villa                      | [ 1 ]                                           | 30695817 |                |
| Kaiser-Wilhelm-Straße 21 52° 21′ 37″ N, 9° 49′ 20″ O  | Villa                      |                                                 | 30696496 |                |
| Kaiser-Wilhelm-Straße 22 52° 21′ 38″ N, 9° 49′ 18″ O  | Villa                      | [ 1 ]                                           | 30695840 |                |
| Kaiser-Wilhelm-Straße 23 52° 21′ 37″ N, 9° 49′ 20″ O  | Villa                      |                                                 | 30696516 |                |
| Kaiser-Wilhelm-Straße 23A 52° 21′ 37″ N, 9° 49′ 20″ O | Villa                      |                                                 | 30696537 |                |
| Kaiser-Wilhelm-Straße 24 52° 21′ 37″ N, 9° 49′ 18″ O  | Villa                      |                                                 | 30696560 |                |
| Kaiser-Wilhelm-Straße 25 52° 21′ 36″ N, 9° 49′ 20″ O  | Villa                      |                                                 | 30696600 |                |
| Kaiser-Wilhelm-Straße 26 52° 21′ 36″ N, 9° 49′ 18″ O  | Villa                      | mit kleiner Kaiser-Wilhelm-Büste an der Fassade | 30696580 |                |

## Wülferode
| Lage                                                    | Bezeichnung                                | Beschreibung | ID       | Bild           |
| ------------------------------------------------------- | ------------------------------------------ | --- | -------- | -------------- |
| Bockmerholzstraße 4 52° 19′ 46″ N, 9° 50′ 54″ O         | Gaststätte                                 | Im Ensemble „Ortskern Wülferode“ mit Debberoder Straße 2, Wülferoder Platz, Wülferoder Platz 1, 4 und 5.                                                                         | 30753277 | Weitere Bilder |
| Debberoder Straße 2 52° 19′ 47″ N, 9° 50′ 52″ O         | Scheune                                    | Im Ensemble „Ortskern Wülferode“ mit Bockmerholzstraße 4, Wülferoder Platz, Wülferoder Platz 1, 4 und 5.                                                                         | 30753254 |                |
| Wülferoder Platz 52° 19′ 47″ N, 9° 50′ 54″ O            | Marien-Kapelle                             | Im Ensemble „Ortskern Wülferode“ mit Bockmerholzstraße 4, Debberoder Straße 2, Wülferoder Platz 1, 4 und 5. Errichtet 1756 als Fachwerkbau, die Glocke stammt aus dem Jahr 1644. | 30753232 | Weitere Bilder |
| Wülferoder Platz 1, 4 und 5 52° 19′ 48″ N, 9° 50′ 56″ O | Scheune (1), weitere Bauten                | Ensemble „Ortskern Wülferode“ ID 30593642, mit Bockmerholzstraße 4, Debberoder Straße 2 und Wülferoder Platz.                                                                    | 30593642 |                |
| Bockmerholzstraße 7, 9, 13 52° 19′ 43″ N, 9° 50′ 58″ O  | Wohnhäuser Bockmerholzstraße               | Als Ensemble. | 30593652 |                |
| Wülferoder Straße 52° 19′ 50″ N, 9° 50′ 42″ O           | Friedhof mit Mauer, Grabmälern und Denkmal | Als Ensemble. | 30753434 | Weitere Bilder |
| Bockmerholz 52° 18′ 32″ N, 9° 51′ 14″ O                 | Försterstein                               | Vom Förster H. Sabiel im 19. Jahrhundert aufgestellt. | 30753372 | Weitere Bilder |
| Niederfeldstraße 21 52° 19′ 48″ N, 9° 51′ 6″ O          | Gaststätte                                 | [ 1 ] | 30753351 |                |